# 행촌 아파트
《행촌 아파트》는 1992년 3월 2일부터 3월 31일까지 방영된 MBC 월화 미니시리즈이다. 해당 드라마의 주 무대로 알려진 곳은 광진구(당시 성동구) 광장동에 위치한 워커힐 아파트로 알려져 왔다.

## 등장 인물
- 강남길 : 찬수 역
- 양미경 : 서경 역
- 김상순 : 찬수의 아버지 역
- 남능미 : 찬수의 어머니 역
- 최선자 : 쌍둥할매 역
- 조경환 : 봉호 역
- 최화정 : 봉호의 아내 역
- 한애경 : 화리 역
- 정진 : 촌장 역
- 김경애 : 촌장의 아내 역
- 남포동
- 박윤배
- 국정환
- 유퉁
- 정명환
- 오현섭
- 윤선희

| 문화방송 월화 미니시리즈                | 문화방송 월화 미니시리즈                       | 문화방송 월화 미니시리즈                       |
| 이전 작품                               | 작품명                                         | 다음 작품                                      |
| --------------------------------------- | ---------------------------------------------- | ---------------------------------------------- |
| 약속 (1992년 1월 6일 ~ 1992년 2월 25일) | 행촌 아파트 (1992년 3월 2일 ~ 1992년 3월 31일) | 분노의 왕국 (1992년 4월 6일 ~ 1992년 5월 26일) |